# José de Paiva Gomes
José de Paiva Gomes foi um administrador colonial português.

## Biografia
Filho de José Gomes Ferreira Pinto (Moimenta da Beira, Leomil, 18 de Setembro de 1840 - Moimenta da Beira, Leomil, 27 de Julho de 1888), Médico de Partido nos Concelhos de Vila Nova de Foz Coa, Trancoso e Moimenta da Beira e Proprietário Agrícola, e de sua mulher Maria Isabel de Almeida de Paiva Gomes (Moimenta da Beira, Leomil, 17 de Março de 1854 - Moimenta da Beira, Leomil, 30 de Janeiro de 1933), neto paterno de António Teixeira Pinto Gomes e de sua mulher Maria José Cardoso de Araújo e irmão de António de Paiva Gomes.
Exerceu o cargo de 77.º e 79.º Governador ou Encarregado do Governo no antigo território português subordinado a Macau de Timor, no posto de Major Médico, entre 7 e 11 de Julho de 1921, tendo sido antecedido por Manuel José de Meneses Fernandes Costa e sucedido por Manuel José de Meneses Fernandes Costa, e entre 14 de Novembro de 1921 e 27 de Abril de 1923, tendo sido antecedido por Humberto José dos Santos Leitão e sucedido por Humberto José dos Santos Leitão.
É tio-avô de Luís Manuel de Paiva Gomes Cunha Ribeiro.